# René Burri
Pour les articles homonymes, voir Burri.
René Burri  est un photographe suisse, né le 9 avril 1933, et mort le 20 octobre 2014 à Zurich. Il a travaillé à Zurich et à Paris, et a été membre de l’agence Magnum depuis 1959.

## Biographie
En 1949, René Burri entre à l'École des arts appliqués de Zurich. Diplômé quatre ans plus tard, en 1953, il ouvre un atelier avec Walter Binder. En 1954 et 1955, Burri travaille comme assistant-caméraman pour la Walt Disney Film Production en Suisse. Initialement attiré par le cinéma documentaire qui l'influencera par la suite, Burri s'oriente finalement vers la photographie et ses photos fonctionnent en série et racontent une histoire.
Le Zurichois considère la photo comme un moyen d'expression personnel, un outil lui permettant de montrer des images qui reflètent avant tout ses propres préoccupations. Contrairement à son mentor Henri Cartier-Bresson qui capte « l'instant décisif », Burri travaille davantage sur le long terme, comme peut le montrer son premier livre Les Allemands ou la publication de son reportage sur les derniers gauchos d'Argentine.
Dans les années 1950, il travaille pour de grands magazines et particulièrement pour Life. Burri photographie alors presque tous les grands événements de l'époque : la guerre de Corée puis celle du Viêt Nam, la crise de Cuba et l'Amérique latine (où il photographie notamment Che Guevara et Fidel Castro), les bouleversements économiques et culturels en Chine, en Amérique du Sud ou en Europe. C'est un témoin de l'histoire qui veut restituer sa propre vision du monde.
Il n'y a pas de cadavres sur ses photos de guerre. Le photographe est surtout célèbre pour ses images fortes, qui renvoient aux évènements les plus tragiques, mais également pour ses compositions graphiques. Sa première grande publication et celle qui l'a rendu célèbre est sa série sur la rétrospective de Picasso, au Palazzo Real de Milan. Il a aussi photographié la célèbre toile Guernica.
Burri sera engagé, par la suite, comme photographe dans l'atelier de l'artiste graphiste Josef Müller-Brockmann. En 1955, il visite la chapelle de pèlerinage du Corbusier à Ronchamp. Cet essai photographique sera publié et paraîtra dans Paris Match. René Burri a aussi pris des clichés de son ami Jean Tinguely, un artiste suisse. Il travaille également pour l'agence de photographie Magnum, dont il est membre depuis 1959.
En 2004, la Maison européenne de la photographie, la MEP, propose une rétrospective de ses photos de 1950 à 2000, qui sera également présentée la même année à Lausanne au musée de l'Élysée. En 2013, il crée sa fondation au musée de l'Élysée à Lausanne.
René Burri meurt le 20 octobre 2014 à Zurich, à l’âge de 81 ans,.

### Récompenses et distinctions
- 2011 : Swiss Press Photo Lifetime Achievement Award pour l'ensemble de son œuvre. Prix de la Fondation Reinhardt - Von Graffenried[3]
- 2013 : Prix Leica Hall of Fame[4]

### Citations
- « Lorsqu'on parvient vraiment à capter la vibration du vivant, alors on peut parler d'une bonne photographie. »
- « Un de ces jours, je publierai un ouvrage de toutes les photos que je n'ai pas prises. Ce sera un énorme succès. »
- « Les images sont comme des taxis aux heures de pointe, si l’on n’est pas assez rapide, c’est un autre qui les prend. »

## Expositions
- 1966 : China, Galerie Form, Zurich
- 1967 : René Burri Retrospective, Art Institute, Chicago
- 1971 : 50 Photographies de René Burri, Galerie Rencontre, Paris
- 1972 : Rétrospective,
  - Raffi Photo Gallery, New York
  - Il Diaframma, Milan
- 1980-1981 :  Die Deutschen,
  - Folkwang Museum, Essen
  - Galerie Kicken, Cologne
  - Galerie Nagel, Berlin
- 1984-1985 :  One World : Trente ans de photographie,
  - Kunsthaus de Zurich, Zurich
  - Berner Photo-Galerie, Berne
  - Centre national de la photographie et Palais de Tokyo, Paris
  - Musée des arts décoratifs, Lausanne
  - 1985-1995 :  aussi à La Havane, New York, New Delhi, Bratislava et Ostrava
- 1987 : Dans la familiarité de Corbu, musée de l'Élysée, Lausanne
- 1987 : An American Dream, International Center of Photography, New York
- 1988 : Magnum en Chine, Rencontres d'Arles.
- 1994 : Dialogue avec Le Corbusier, musée d'art moderne, Medellín (1995 aussi à Curitiba, São Paulo, Rio de Janeiro, Brasilia et Lima)
- 1995 : Le Paris de René Burri, Centre culturel suisse, Paris 1997
- 1995 : Che,
  - Fnac-Forum, Paris
  - Galerie R. Mangisch, Zurich
  - 1997-2001 : aussi à Barcelone, Lille et Lisbonne
- 1998 : 77 Strange Sensations, Villa Tobler, Zurich
- 1998 : Die Deutschen, Fotografie Forum International, Francfort-sur-le-Main (1998/2003 aussi à Kaufbeuren, Velbert, Toulouse et Burghausen)
- 2002 : Berner Blitz, Galerie Karrer, Zurich
- 2004 : Rétrospective 1950-2000, Maison européenne de la photographie, Paris[5],[6].
- 2005 : 
  - rétrospective,  Musée de l'Élysée, Lausanne (commissaire : Hans-Michael Koetzle)
  - Utopia - Architecture et Architecte,
    - Hermès Gallery, New York
    - Leica Gallery, Prague
    - Ausstellungsraum Klingental, Bâle

  - Photos de Jean Tinguely & Cie, Musée Tinguely, Bâle
- 2009 : Les Rencontres d'Arles, France
- 2010 : I tedeschi. La Germania degli anni Sessanta nelle fotografie di René Burri, Pordenone (Italie), Galleria Sagittaria, Centro Iniziative Culturali Pordenone
- 2011 : Le Corbusier intime, Villa Le Lac, Corseaux, Suisse
- 2013 : Utopia, château de Penthes, Pregny-Chambésy (GE)
- 2017 : Larger than Life, Atlas Gallery, Londres
- 2017 : Cosmopolitan / Kosmopolit, Bildhalle, Zurich
- 2020 : René Burri, l'explosion du regard, Musée de l’Élysée, Lausanne[7]
- 2020 : René Burri : Les Autres, Bildhalle, Zurich[8]
- 2024 : "Attitüde", Fabian & Claude Walter Galerie, Zurich[9],[10]

### Publications de René Burri
- Die Deutschen, Fretz & Wasmuth, 1962
- Les Allemands, Delpire, 1963
- À l'Est de Magnum, 1945-1990, Arthaud, 1990
- Werner Bischof, Arthaud, 1990
- Cuba y Cuba, Motta Fotografia, 1994
- Che Guevara (introduction de François Maspero), coll. « Photo Poche », Nathan, 1997
- Le Corbusier, Birkhäuser, 1998
- Luis Barragán, Phaidon, 2000
- Nous sommes treize à table, Dino Simonett, 2008
- Blackout New York, Moser, 2009
- Brasilia, Scheidegger & Spiess, 2011
- Impossible Reminiscences, Phaidon, 2011
- René Burri, t. 36, Reporters sans frontières (RSF) / édition illustrée, coll. « 100 photos pour la liberté de la presse », 28 avril 2011, 144 p. (ISBN 978-2362200007)[11].
- René Burri - Le Corbusier intime, Vevey : Castagniééé, 2011[12]
- Mouvement, Steidl / Diogenes AG, 2016.  (ISBN 978-3-86930-820-3)
- René Burri, l'explosion du regard, Noir sur Blanc / Musée de l’Élysée, Lausanne, 2020  (ISBN 978-2-88250-612-2)

### Publications sur René Burri
- Hans-Michael Koetzle. René Burri. Photographies, Phaidon, 2004, 448 pages  (ISBN 9780714897202 et 0714897205) ; existe aussi en version anglaise sous le titre René Burri. Photographs, Phaidon, 2004, 448 p.  (ISBN 9780714847597 et 0714847593)
- René Burri, coll. « Photo Poche », Actes Sud